# Várzea da Roça
Várzea da Roça est une municipalité brésilienne de l'État de Bahia et la Microrégion d'Itaberaba.